# Hay un brujo en Champiñac
Hay un brujo en Champiñac (título original en francés: Il y a un sorcier à Champignac) es el segundo álbum de Spirou y Fantasio, con dibujo de André Franquin y guion de Henri Gillain. La obra fue serializada semanalmente en la revista belga Spirou de octubre de 1950 a mayo de 1951, antes de ser publicada en un volumen recopilado por Dupuis en noviembre de 1951. 
Considerada la primera historia larga de la serie, la trama narra los fenómenos extraños que Spirou y Fantasio afrontan al visitar el pueblo de Champiñac.

## Sinopsis

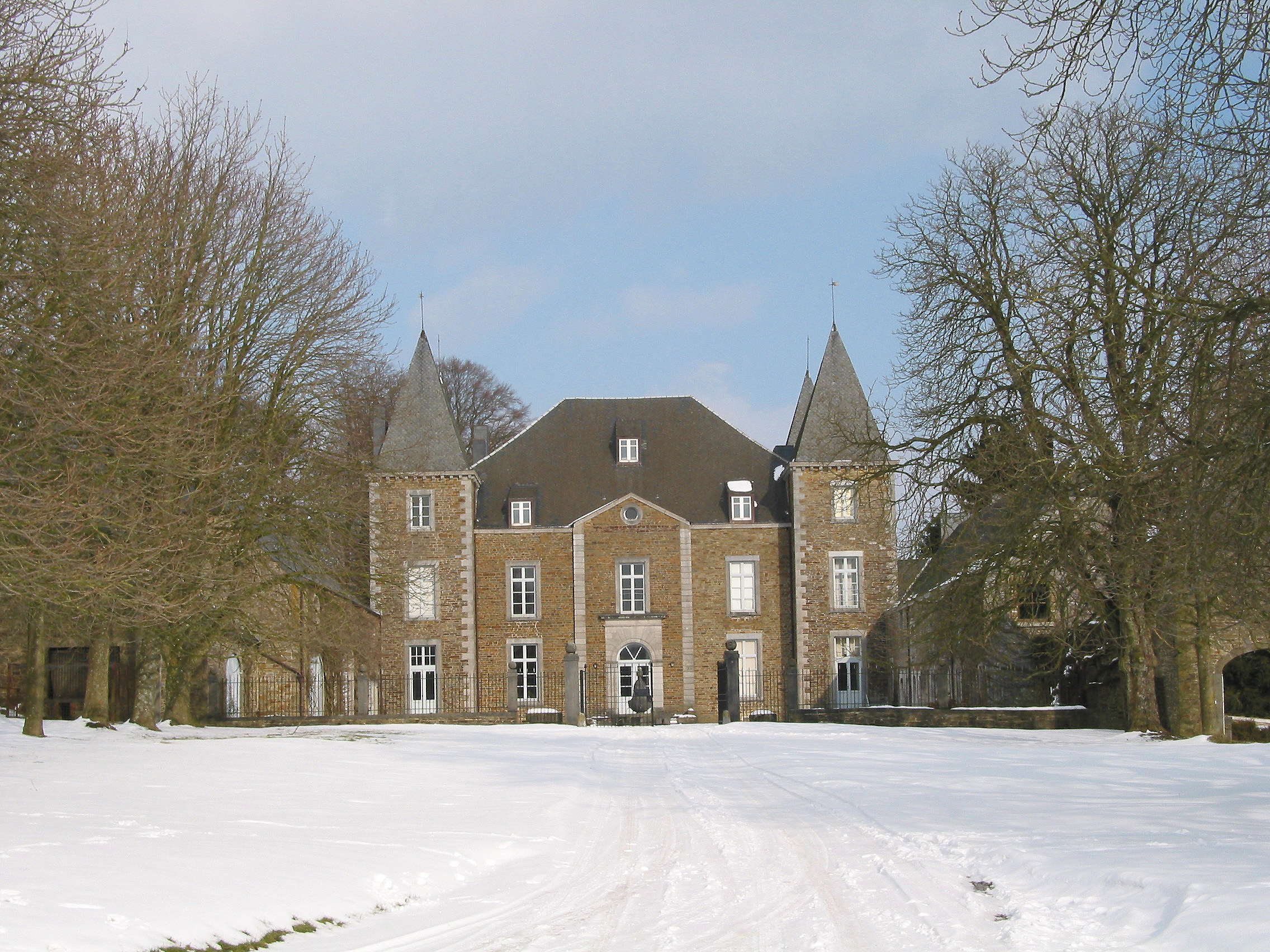
El castillo de Skeuvre inspiró la residencia del Conde de Champiñac.

Spirou y Fantasio se disponen a pasar unos días de acampada en Champiñac del Campo (Champignac-en-Cambrousse), pero al llegar allí descubren que en el pueblo suceden una serie de fenómenos extraños: los animales cambian de color y tamaño, las vacas dan leche envenenada, y no dejan de aparecer setas por el suelo. El alcalde de Champiñac cree que todo es obra de un brujo y los vecinos acusan sin pruebas a un gitano que vive en una caravana, así que Spirou y Fantasio deciden investigar lo sucedido. Durante una noche, Fantasio desaparece y Spirou sigue el rastro de setas que ha dejado hasta llegar al castillo del pueblo. Allí descubre que el brujo no es otra persona que el conde de Champiñac, un viejo y afable micólogo que quiere ayudar a la sociedad, si bien sus experimentos han alterado la paz del pueblo. El conde ha creado un compuesto químico, llamado «X1», que otorga fuerza sobrehumana a quien se lo inyecte, y se ha llevado al amigo de Spirou para usarle como sujeto de prueba. A pesar de que el experimento funciona y Fantasio se vuelve más fuerte, los efectos duran poco y cuando su piel se vuelve fosforescente recupera la normalidad. Tras este suceso, el conde se disculpa ante el alcalde y se compromete a pagar los daños ocasionados.
Unas semanas más tarde, Spirou y Fantasio vuelven a la ciudad y descubren por la prensa que un septuagenario está batiendo plusmarcas mundiales en todos los deportes, lo que les lleva de nuevo al conde de Champiñac. Después de verle en acción, el científico les explica que se ha inyectado el «X1» para ganar dinero en las competiciones, y pretende explicar sus descubrimientos a la Academia de Ciencias. En su maletín guarda dos frascos: uno con «X1» y otro con la nueva sustancia «X2», que hace envejecer setenta años en una hora. Sin embargo, un delincuente llamado Hércules escucha la conversación y acaba robando el maletín. El ladrón convence a sus jefes, los mafiosos Valentino y Narciso, para que se inyecten el «X2» haciéndoles creer que así ganarán súperfuerza, mientras él termina usando el «X1» para cometer fechorías.
Después de interrogar a unos envejecidos Valentino y Narciso, el conde desvela que los efectos del «X1» duran solo 36 horas, por lo que Spirou y Fantasio siguen a Hércules hasta detenerle cuando éste pierde los poderes. La historia termina con la vuelta del conde a Champiñac, quien se ha llevado a Valentino y Narciso para inyectarles una sustancia rejuvenecedora que termina convirtiéndoles en niños por error.

## Historia

### Contexto

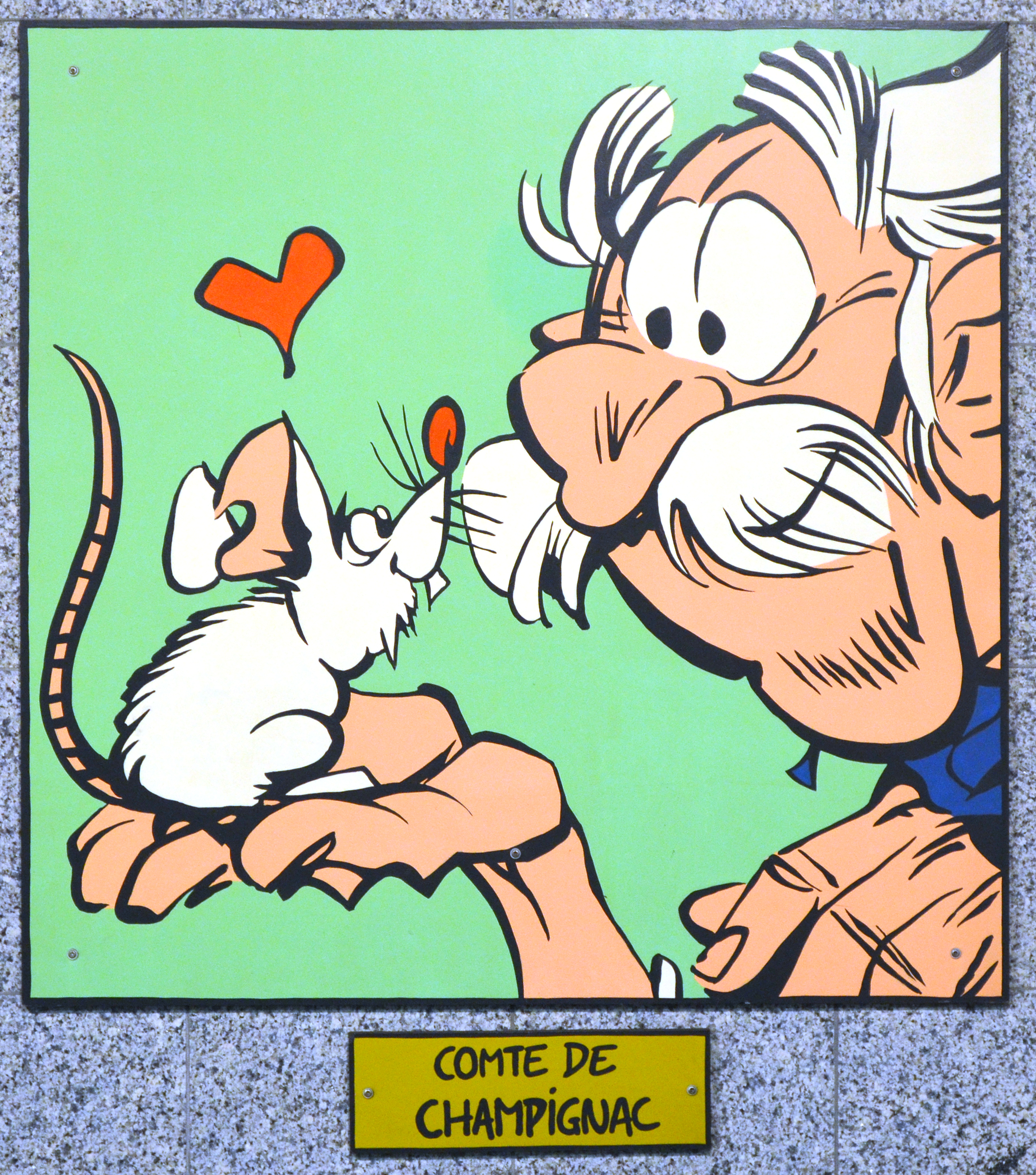
Mural del conde de Champiñac en la estación Janson del metro de Charleroi.

Franquin había asumido la autoría de Spirou y Fantasio en 1946 en reemplazo de Jijé, que había dejado Le Journal de Spirou para trabajar en otros proyectos. Hasta la fecha había publicado varias historias cortas, recopiladas en el álbum Cuatro aventuras de Spirou y Fantasio (1950), pero no encontraba ideas para una nueva obra y tuvo que pedir ayuda a su mentor. Jijé le recomendó trabajar con un guionista y le presentó a su hermano mayor, Henri Gillain, un profesor que había publicado novelas ligeras en varias revistas de Dupuis. De este modo, ambos autores comenzaron a perfilar una obra ambientada en una comunidad rural. El pueblo de Champiñac —cuyo nombre es un juego de palabras con la palabra champiñón— está inspirado en varios municipios de la Región Valona. Gillain había creado un escenario basado en su propio pueblo, Corbion (Bouillon, provincia de Luxemburgo), mientras que el castillo dibujado por Franquin, de estilo Luis XIII, es muy parecido al de la aldea de Skeuvre (Hamois, provincia de Namur).
El álbum refleja cambios en el dibujo de Franquin. Si las obras recopiladas en Cuatro aventuras de Spirou y Fantasio eran parecidas a las de Jijé, Hay un brujo en Champiñac desarrolla un estilo más humorístico, dinámico y caricaturesco sobre el cual sentaría las bases de su trabajo, dentro de la conocida como «Escuela de Marcinelle». Otro aspecto importante fue la introducción de personajes secundarios que más tarde serían recurrentes. El más importante de todos es el conde de Champiñac, presentado como un micólogo bienintencionado cuyos experimentos suelen causar problemas. También aparecen por primera vez el alcalde de Champiñac y el secretario Duplumier.

### Publicación
La serialización de la historia comenzó el 19 de octubre de 1950, en el nº 653 de la revista Spirou, y fue publicándose por entregas semanales hasta el 31 de mayo de 1951, correspondiente al nº 685. A diferencia de obras anteriores del botones, Hay un brujo en Champiñac es valorada como la primera historia larga de la serie e introduce un universo complejo de personajes que quedó ampliado en Spirou y los herederos (1953). La primera edición del álbum salió a la venta el 17 de noviembre de 1951 y cuenta con 57 páginas dibujadas, poco antes de que Dupuis estableciera el estándar de 64 páginas para las historias largas.
En idioma español, la obra fue publicada originalmente por Editora Mundis (1980) y por Grijalbo en su sello Ediciones Junior (1993). También forma parte del recopilatorio Les intégrales Dupuis - Spirou et Fantasio 2 (2016), editado en España por Dibbuks.